# Šolske sestre de Notre Dame
Šolske sestre de Notre Dame (latinsko: Congregatio Pauperum Sororum Scholarum Nostrae Dominae = Kongregacija sester Naše gospe), pogovorno: »sestre notredamke«, kratica: SSND, je ženska katoliška kongregacija, katere članice se posvečajo karitativni dejavnosti, vzgoji ter izobraževanju otrok in mladine.

## Notredamke na Slovenskem
Notredamke so na območje današnje Slovenije prišle iz Gorice, kamor je ustanoviteljica Karolina Gerhardinger leta 1857 poslala svoje sestre. Samostan in šolo so odprle leta 1886 v Šmihelu pri Novem Mestu, leta 1888 pa še v Trnovem, ki je danes del Ilirske Bistrice. 
Polagoma so sestre ustanavljale nove domove. Leta 1923 so na Mirju v Ljubljani odprle otroški vrtec in postopoma zgradile internat za dekleta, hkrati so sprejele delo v mestnem zavetišču za otroke in pozneje še v ljudski kuhinji.
Leta 1928 so odprle podružnico v Šentjerneju na Dolenjskem, kjer sta bila ustanovljena kmetijsko-gospodinjska šola in otroški vrtec. Naslednje leto so sestre prevzele delo v Krekovem kulturnem in mladinskem domu na Jesenicah ter hkrati odprle otroški vrtec v Hrušici. Leta 1937 pa sta bili ustanovljeni podružnici na Bledu in v Žireh. Tudi tam so sestre vodile gospodinjsko šolo in vrtec.
Po drugi svetovni vojni so komunistične oblasti zahtevale, da šolske sestre zapustijo vse izobraževalne in medicinske ustanove, kjer so delovale poprej. 50 sester je leta 1948 odšlo na grad Struga pri Otočcu, kjer so prebivale do leta 1985, nato so se preselile v Novo mesto, kjer so v bližini kapiteljske cerkve zgradile primernejši dom.
Nekatere od sester so se zaposlile kot delavke na državnih posestvih, druge so opravljale razna hišna opravila kot kuharice, perice, šivilje, sprejele so oskrbo bližnjih cerkva – pomagale so pri peki hostij in še pri mnogih drugih opravilih, na župnijah so poučevale katehezo, pripravljale posameznike in skupine na zakramente, vodile cerkvene pevske zbore... 

### Novi izzivi
Povojna leta so pomenila veliko preizkušnjo v življenju sester, ki jim je bilo prepovedano glavno področje delovanja in odvzet pretežen del premoženja kongregacije. Brez gotove vizije prihodnosti so se morale soočiti s temeljito preusmeritvijo in prilagoditvijo posvečenega življenja novim razmeram, do šestdesetih let minulega stoletja so zato iskale nove oblike pričevanja v Cerkvi ter odkrivale osnove redovne identitete. 
Vzgojno dejavnost redovnih ustanov je nakazal drugi vatikanski koncil, zato so leta 1965 prve sestre odšle v katehetsko šolo v Zagreb. Tri leta kasneje je bil ustanovljen triletni tečaj za katehistinje tudi v Ljubljani. 
V skladu z novimi pokoncilskimi smernicami za delovanje redovnih ustanov so sestre začele poučevati verouk po župnijah, kar delajo še danes. Prav tako so po večletnem premoru znova začela delovati med otroki in mladino. Leta 1968 so na Strugi prvič pripravile duhovno obnovo za dekleta, kar je ostala ena glavnih oblik vzgojnega delovanja. Odgovor na spremenjene razmere je bila tudi možnost študija laične teologije na Teološki fakulteti Univerze v Ljubljani.

## Slovenska provinca notredamk
V Ilirski Bistrici (Trnovo) od leta 1888 deluje Dom matere Terezije, sedež slovenske province notredamk pa je v Ljubljani.